# نحل ألماني
النحل الألماني (بالإنجليزية: Apis mellifera mellifera)‏ ويسمى هذا النحل بالنحل الأسود، وأصل هذه السلالة كل شمال أوروبا وغرب الألب ووسط روسيا، والنحل الأسود كبير الحجم لسانه قصير (5. 7 – 6.4 ملم) ذو بطن عريضة، لون الكيتين غامق جداً مع وجود بقع صفراء صغيرة على الترجات البطنية الثانية والثالثة، شعراته طويلة وشعر الصدر في الذكور بني غامق وأحياناً أسود، ويعتبر هذا النحل حاد الطباع عصبي المزاج عند فتح الخلية، حيث يجرى على الأقراص بسرعة ويكون كرة كبيرة من النحل في الركن السفلى من القرص والتي قد تسقط على الأرض، كما أنه من الصعب العثور على الملكة أثناء الفحص، ولكنه ليس دائماً شرس، وهذه السلالة بطيئة في نمو وتطور طوائفها في الربيع، وتكون الطوائف قوية في أواخر الصيف وخلال الشتاء، والنحل الأسود ميال إلى التطريد، ويمكنه التشتية (العيش في الشتاء) بصورة جيدة تحت الظروف القاسية، كما أنه حساس لأمراض الحضنة وخاصة تعفن الحضنة الأوربي ومرض الحضنة الطباشيري وديدان الشمع، والنحل الأسود قليل في جمع البروبوليس.

## المرجع
المعلومات والبيانات الواردة نقلاً عن موقع العلاج Al3laj.com